# Lotidae
A Lotidae a csontos halak (Osteichthyes) főosztályának sugarasúszójú halak (Actinopterygii) osztályába, ezen belül a tőkehalalakúak (Gadiformes) rendjébe tartozó halcsalád, amelyhez például a menyhal (Lota lota) is tartozik.

## Tudnivalók
A Lotidae-fajok az Atlanti-, a Csendes-óceán és a Jeges-tenger lakói. A menyhalon kívül, amely Európa és Észak-Amerika folyóiban és tavaiban él, az összes többi faj ebből a családból, tengeri hal.
Az ipari halászat fontos szereplői.

## Rendszertani besorolásuk
Korábban ez a halcsalád a tőkehalfélék közé tartozott, Lotinae alcsalád néven.

## Rendszerezés
A családba az alábbi 6 nem és 23 faj tartozik:
- Brosme Oken, 1817 - 1 faj
  - Brosme brosme (Ascanius, 1772)
- Ciliata Couch, 1832 - 3 faj
- Enchelyopus Bloch & Schneider, 1801 - 1 faj
  - Enchelyopus cimbrius (Linnaeus, 1766)
- Gaidropsarus Rafinesque, 1810 - 14 faj
- Lota Oken, 1817 - 1 faj
  - menyhal (Lota lota) (Linnaeus, 1758)
- Molva Lesueur, 1819 - 3 faj